# Dedougou Airport
Dedougou Airport är en flygplats i Burkina Faso. Den ligger i den västra delen av landet, 210 km väster om huvudstaden Ouagadougou. Dedougou Airport ligger 300 meter över havet.
Terrängen runt Dedougou Airport är platt. Närmaste större samhälle är Dédougou, 3,0 km öster om Dedougou Airport.
Omgivningarna runt Dedougou Airport är i huvudsak ett öppet busklandskap. Runt Dedougou Airport är det ganska tätbefolkat, med 60 invånare per kvadratkilometer.